# Bazilika svetega Dominika, Bologna
Bazilika sv. Dominika (italijansko Basilica patriarcale di San Domenico) je ena večjih cerkva v Bologni v Italiji. Posmrtni ostanki sv. Dominika, ustanovitelja reda pridigarjev (dominikanci), so pokopani v izvrstnem svetišču Arca di San Domenico, ki so ga izdelali Nicola Pisano in njegova delavnica, Arnolfo di Cambio ter s kasnejšimi dodatki Niccolò dell'Arca in mladi Michelangelo.

## Zgodovina
Dominic Guzman je bil ob prihodu v Bologno januarja 1218 navdušen nad vitalnostjo mesta in je hitro prepoznal pomen tega univerzitetnega mesta za svojo evangelizacijsko poslanstvo. V cerkvi Mascarella je blaženi Reginald Orleanski ustanovil samostan. Ker je ta samostan kmalu postal premajhen za njihovo naraščajoče število, so se pridigarski bratje leta 1219 preselili v majhno cerkev San Nicolò Vinogradov na obrobju Bologne. V tej cerkvi se je naselil sveti Dominik, ki je imel prva dva generalna kapitlja reda (1220 in 1221). Sveti Dominik je umrl v tej cerkvi 6. avgusta 1221. Pokopan je bil za oltarjem San Nicolò.
Med letoma 1219 in 1243 so dominikanci pokupili vsa okoliška zemljišča okoli cerkve. Po smrti svetega Dominika so cerkev San Nicolò razširili in med letoma 1228 in 1240 zgradili nov samostanski kompleks. Apsidalni del cerkve je bil porušen, ladja pa razširjena in je prerasla v baziliko sv. Dominika. Cerkev je postala prototip mnogih drugih dominikanskih cerkva po vsem svetu.
Velika bazilika je bila razdeljena na dva dela:
- sprednji del, imenovan »notranja cerkev«, je bila cerkev bratov. Zgrajena je v protogotskem slogu z glavno ladjo, dvema stranskima in pravokotnimi oboki.
- cerkev za vernike, imenovana »zunanja cerkev«, s preprostimi stebri in ravno streho stare cerkve.

Obe cerkvi je delila klančina. Cerkev je 17. oktobra 1251 posvetil papež Inocenc IV. Ob tej priložnosti so vernikom prvič pokazali razpelo Giunta Pisana.
Cerkev so v naslednjih stoletjih povečali in oba oddelka v mnogih pogledih spremenili. Zgrajene so bile nove stranske kapele, večina v 15. stoletju. Rimsko-gotski zvonik je bil prizidan leta 1313 (pred kratkim obnovljen). V začetku 17. stoletja je bil dokončno porušen ločni zid med cerkvama. Kor se je istočasno preselil za oltar. Med letoma 1728 in 1732 je notranjost cerkve popolnoma prenovil arhitekt Carlo Francesco Dotti, ki ga je sponzoriral dominikanski papež Benedikt XIII., v današnji baročni slog.
Cerkev je že zgodaj začela prejemati številna umetniška dela vernikov. To je preraslo v današnjo obsežno zbirko izjemnih umetniških zakladov, ki so jih ustvarili nekateri največji italijanski umetniki, med njimi Nicola Pisano, Arnolfo di Cambio, Niccolò dell'Arca, Michelangelo, Jacopo da Bologna, Guido Reni, Guercino in Filippino Lippi.

### Arca
Svetnikove posmrtne ostanke so leta 1233 prenesli z mesta za oltarjem v preprost marmornat sarkofag, ki je bil na tleh v desni cerkveni ladji za vernike. Ker večina romarjev, ki so prišli v velikem številu, da bi si ogledala grob, ni mogla videti tega svetišča, skritega pred tolikšnimi stoječimi ljudmi, se je čutila potreba po novem svetišču. Svetišče je zasnoval Nicola Pisano leta 1264.
Leta 1267 so posmrtne ostanke sv. Dominika iz preprostega sarkofaga prenesli v novo svetišče, okrašeno z glavnimi epizodami iz življenja svetnika. Medtem ko so dominikanci izbrali umetnika, je bil projekt financiran kot meščanski spomenik s posebnim davkom. V 15. stoletju je Niccolò dell'Arca dodal nadstrešek. Dela na tem svetišču so se nadaljevala skoraj pet stoletij.

## Trg in fasada
Trg pred cerkvijo je tako kot v srednjem veku tlakovan s prodniki. Trg so verniki izkoristili za poslušanje pridige pridigarja s prižnice na levem vogalu cerkve. To je bilo tudi prvotno pokopališče.
Steber na sredini trga je zidan steber z bronastim kipom sv. Dominika (1627) in na zadnji strani trga steber iz marmorja, opeke in bakra Rožnovenske Marije po načrtu Guida Renija. (1632), v spomin na konec kuge v mestu.
Za prvim stebrom stoji grobnica Rolandina de’ Passeggerija Giovannija (1305) in na levi, ob hiši, grobnica Egidia Foscararija (1289), obogatena s starodavnim bizantinskim marmornim obokom z reliefnimi deli iz 9. stoletja.
Romanska fasada je iz leta 1240 in jo je leta 1910 obnovil arhitekt Raffaele Faccioli. V sredini je velika izvezena rozeta. V luneti nad portalom je kopija (1921) sv. Dominika, ki blagoslavlja Bologno, delo Lucie Casalini-Torelli (1677–1762).
Na levi strani fasade je kapela Lodovica Ghisilardija v renesančnem slogu. Kot primer vitruvijskega klasicizma jo je okoli leta 1530 zgradil arhitekt Baldassare Peruzzi.

## Notranjost

### Ladja
Cerkev sestavljajo glavna ladja, dve stranski ladji, več stranskih kapel, transept, kor in apsida. Notranjost je popolnoma prenovil v baročnem slogu s prefinjeno eleganco in uravnoteženimi proporci arhitekt Carlo Francesco Dotti (1678–1759). V lunetah nad jonskimi stebri vzdolž ladje lahko vidimo 10 slik, ki prikazujejo epizode (resnične in neresnične) iz zgodovine cerkve. Prvi dve sta delo Giuseppeja Pedrettija (1696–1778), druge pa Vittoria Bigarija (1692–1776).

### Kapele na desni strani
- Sv. Roža iz Lime: slika nad oltarjem, ki prikazuje ekstazo svetnice, je delo Cesareja Gennarija. Tu je nekoč stala oltarna slika Devica, ki se prikazuje sv. Hijacinti, delo Ludovica Carraccija (zdaj v Louvru).
- Sv. Vincencij Ferrer: slika nad oltarjem (sv. Vincencij vrača mladega dečka v življenje) je delo Donata Cretija (1731). Na obeh straneh kapele sta dve sliki Giuseppeja Pedrettija, ki predstavljata čudeže svetnika. Elegantne angele iz štukature je delo Angela Pia (1690–1769), enega najboljših umetnikov svojega časa.
- Sveti Antonin iz Firenc: slika nad oltarjem (Gospod in blažena Devica, ki se prikazujeta sv. Antoninu in sv. Frančišku) je delo Pietra Facinija (1562–1602), slike na stranskih stenah (blaženi Matteo Carreri in Blažena Štefanija) je Pietro Dardani (1728–1808).
- Sveti Andrej apostol: slike prihajajočega mučeništva apostola, blažene Imelde in blažene Giovanne je delo Antonia Rossija (1700–1753)
- Madona vročice: nad oltarjem je slika Sant’Emidio Filippa Gargallija (1750–1835). Slika Pokol nedolžnih Guida Renija, ki je zdaj v bolonjski Pinacoteca Nazionale, je bila nekoč obešena v tej kapeli.
- Kapela sv. Dominika: to je glavna kapela cerkve. Ima kvadratni tloris in polkrožno apsido, kjer počivajo ostanki svetnika v čudovitem Arca di San Domenico pod kupolo, ki vsebuje tri Michelangelove skulpture, Angela, sv. Prokla in sv. Petronija. Kapelo je zgradil bolonjski arhitekt Floriano Ambrosini, ki je nadomestil staro gotsko kapelo iz leta 1413, da bi se ujemala s sijajem drugih obstoječih kapel. Med letoma 1614 in 1616 so jo okrasili pomembni slikarji bolonjske šole, Tiarini (1577–1688), Mario Righetti, Lionello Spada, Mastelletta, vrhunec pa je bila freska na kupoli apside Slava sv. Dominika, Renijeva mojstrovina, naslikana med letoma 1613 in 1615. Teološke in kardinalne kreposti v nišah apside je naslikal Giovanni Todeschi med letoma 1617 in 1631. Doprsni kip v belem marmorju Carla Pinija (1946) predstavlja pravi obraz svetega Dominika po vzoru natančnega meritve, opravljene na svetnikovi lobanji.
- Kapela sv. Pija V.: oltarno podobo je delo Feliceja Torellija.
- Kapela svete Hijacinte Poljske: s sliko Čudež svetnice Antonia Muzzija.
- Kapela svete Katarine Sienske: z mističnim obhajilom svete Katarine Francesca Brizzija (1546–1625) nad oltarjem.
- Kapela Device in Mučenice sv. Katarine: slika nad oltarjem, Mistična poroka sv. Katarine, je pomembna plošča in eno zadnjih del Filippina Lippija (1501–1503).

### Kapele na levi strani
- Kapela sv. Ludvika Bertranda: vsebuje dve platni: (na desni) Blaženi Pietro Geremia Alessandra Tiarinija in (na levi) Sv. Albert Veliki Clementeja Bevilacque (umrl 1754)
- Kapela Svete Krvi ima nekaj pomembnih slik: (na desni) Oznanjenje Denisa Calvaerta (1540–1619), (nad osrednjim oltarjem) Sv. Mihael nadangel Giacoma Francia (1484–1557), (na levi) Sveti Martin de Porres Renza Magnaninija, (v veliki luneti) Prepir svete Katarine Devica in mučenik Prospera Fontane
- Kapela blaženega Benedikta XI. s sliko Blaženi je vzet v nebesa avtorja Feliceja Torellija (1667–1748)
- Kapela rožnega venca je najbolj izstopajoča kapela na tej strani cerkve. Živahno fresko na oboku (Marijino vnebovzetje) in v apsidi (Nebo in zemlja hvalita Rožnovensko Marijo) sta med letoma 1655 in 1657 naslikala Angelo Michele Colonna (1600–1687) in Agostino Mitelli (1609–1660). Obe korski klopi je zasnoval arhitekt Carlo Francesco Dotti leta 1736 po prenovi notranjosti cerkve. Oltar je zasnoval bolonjski arhitekt Floriano Ambrosini (1557–1621). Toda najpomembnejše slike v tej veliki kapeli so Znamenite skrivnosti rožnega venca, dokončane leta 1601. Najvidnejši umetniki svojega časa so delali na dekoraciji: Lodovico Carracci (Oznanjenje in Obiskovanje), Bartolomeo Cesi (Rojstvo), Denis Calvaert (Jezusovo darovanje v templju), umetnica Lavinia Fontana (Jezus med očeti in kronanje Device), Bartolomeo Cesi (Kristus v vrtu), Ludovico Carracci (Bičanje in Kristus, ki pade pod križem) , Bartolomeo Cesi (Trnovo kronanje, Križanje in Binkošti), Guido Reni (Vstajenje), Domenichino (Vnebovzetje Blažene Device).

Mladi Wolfgang Amadeus Mozart je igral na orgle v tej kapeli, medtem ko je leta 1769 študiral pri padru Giovanniju Battisti Martiniju.
- V veži stranskih vrat je marmorna grobnica Alessandra Tartagnija (1477) delo Francesca di Simone Ferrucci da Fiesole (1437–1493).
- Kapela sv. Jožefa: platno nad oltarjem je Smrt sv. Jožefa in sv. Antona opata Giovannija Battiste Bertusia (umrl 1644), slike na levi (San Teresa di Gesù) in na desni (Sv. Anton Padovanski) je Giovanni Breviglieri.
- Kapela sv. Petra mučenika: slika nad oltarjem Klečeči svetnik je delo Giuseppeja Pedrettija, medtem ko sta sliki na levi (Sant'Agnese da Montepulciano) in na desni (sv. Katarina de Ricci) delo Pietra Dardanija (1728). –1808)
- Kapela sv. Raymonda Peñafortskega vsebuje znamenito platno Svetnik orje valove na svojem plašču Ludovica Carraccija
- Kapela blaženega Česlava s sliko Blaženi Lucie Casalini-Torrelli

### Desni transept
Na desni strani oltarja je majhna kapela s sliko baročnega umetnika Bartolomea Cesija in platnom Guercina. Sv. Tomaž Akvinski piše sveti zakrament (1662)

### Levi transept
- Kapela svetega križa: na steni je marmorna plošča, ki jo je leta 1731 izklesal Giuseppe Maria Mazza v spomin na smrt sardinskega kralja Enzija leta 1272, sina cesarja Svetega rimskega cesarstva Friderika II. V bitki pri Fossalti leta 1249 so ga ujele bolonjske gvelfske sile. Nad oltarjem je slika Pier Francesco Cavazza (1667–1733) Polaganje Kristusa, na desni pa je slika Marijinega vnebovzetja Vincenza Spisanellija. (1595–1662).
- Kapela sv. Mihaela: Tukaj je na ogled mogočno Križanje, mojstrovina Giunta Pisana (sredina 13. stoletja). Še vedno je pod velikim vplivom bizantinskega sloga in predstavlja enega najboljših primerov italijanskega slikarstva 13. stoletja. To razpelo je močno vplivalo na Cimabueja, ki se je nato počasi razvil v svoj slog. Na desni strani najdemo marmornat spomenik, ki se razteza čez dve kapeli in je posvečen bolonjskemu vladarju Taddeu Pepoliju (umrl 1347) (ki je leta 1340 severnemu transeptu te cerkve dodal obok). Ta spomenik so začeli graditi v 14. stoletju in končali šele v 16. stoletju. Freska na levi steni sv. Tomaža Akvinskega in sv. Benedikta je iz 14. stoletja.
- Kapela Srca Jezusovega: Doprsni kip iz papirmašeja sv. Serafino Capponi, teolog (umrl 1615) je na levi strani oltarja. Pod oltarjem je žara z relikvijami Jamesa Griesingerja, blaženega Jakoba iz Ulma (umrl 1491), ki je tej cerkvi (danes uničeni) dodal večino vitrajev. V tej kapeli ga je na platnu upodobil tudi Giacinto Bellini (1612–1660). Freska Madona z detetom med svetniki je delo neznanega emilijanskega umetnika s konca 13. stoletja. Proti spomeniku kralja Enza je fragment freske Obraz sv. Tomaža Akvinskega iz 14. stoletja

## Kor
Ta monumentalni kor je bil v 17. stoletju prestavljen za veliki oltar. Prvotni oltar je bil mojstrovina, okrašena z reliefi in devetimi skulpturami Giovannija di Balduccia (1330), učenca Giovannija Pisana. Zdaj obstaja le še kip sv. Petra mučenika, ki je na ogled v Mestnem muzeju. Sedanji veliki oltar je izdelal Alfonso Torreggiani (umrl 1764). Na sredini zlatega oltarja na zadnji strani apside je slika Čaščenje Treh kraljev Bartolomea Cesija, ki jo obdajata sliki (na levi strani) svetega Nikolaja iz Barija in (na desni strani) svetega Dominika. Spodaj je Čudež kruha Vincenza Spisanellija.
102 lesene korne klopi so izvrsten primer renesančnega rezbarstva dominikanskega patra Damiana da Bergama. (1528–1530). Med letoma 1541 in 1549 jih je isti umetnik intarziral z intarzijami z uporabo serije risb iz knjige Giacoma Barozzija da Vignole, izrezljal pa jih je njegov brat Stefano da Bergamo. Delo je dokončal brat Bernardino da Bologna. Ti okraski prikazujejo prizore iz Stare zaveze (na desni strani) in iz Nove zaveze (na levi strani). Zaradi svoje izjemne umetniške vrednosti so to izjemno intarzijsko delo njegovi sodobniki šteli za osmo čudo sveta. Omenjeno je tudi v Vite (IV,94) Giorgia Vasarija.

## Muzej
Majhen cerkveni muzej hrani številne pomembne umetnine in bogato zbirko dragocenih relikviarijev, kelihov in monštrance.
Majhen izbor:
- Posebno zanimiv je relikviarij svetega Ludvika IX., francoskega kralja, kot najbolj dodelan primer v gotskem slogu neznanega francoskega zlatarja s konca 13. stoletja. To je bilo darilo tej cerkvi s strani francoskega kralja Filipa IV. po kanonizaciji Ludvika IX. leta 1297.
- Ostanki terakotne Pietà (1495) arhitekta, slikarja in kiparja Baccia da Montelupa (omenil jo je Vasari v svojem Vite)
- Polikromirani terakotni doprsni kip svetega Dominika Niccolò dell'Arca (1474)
- Ostanki freske Madona z otrokom in svetim Dominikom neznanega bolonjskega umetnika (verjetno Cristoforo da Bologna) (druga polovica 14. stoletja), ta freska je med inženirji in znanstveniki znana po podrobnem vzorcu vodnega toka blizu pete svetega Krištofa, ki je verjetno navdihnila Theodora Von Kármána pri njegovih študijah.
- Žametna Madona, tempera na tabli Lippo Dalmasio (ok. 1390)
- Velikonočno jagnje, oljna slika na tabli, ki jo včasih pripisujejo Giorgiu Vasariju
- Madona z otrokom, sveti Dominik in Vincenzo Ferreri (ok. 1773), eno najboljših del Ubalda Gandolfija (1728–1781)
- Več dragocenih intarzij fra Damiana da Bergama, kot je Zgodba o San Girolomu in geometrijske figure.

## Samostan in knjižnica (Biblioteca di San Domenico)
Sosednji samostan kvadratne oblike je vreden ogleda tudi zaradi križnih hodnikov (14., 15. in 16. stoletje) z različnimi nagrobniki in spominskimi ploščami v stenah. Samostan je leta 1866 zaplenila država in je med drugo svetovno vojno služil kot vojaška bolnišnica. Postopna obnovitev prostorov je omogočila premestitev mladih redovnikov, ki so se pripravljali na redovno življenje, v samostan sv. Dominika, ki je bil leta 1962 pripojen Teološki fakulteti Papeške univerze sv. Tomaža Akvinskega.
V kapiteljski sobi je dragocena freska sv. Dominika iz 14. stoletja. Je najstarejša znana podoba svetnika. V pritličju starega dijaškega doma je celica svetega Dominika, imenovana tako, ker je izvirna celica iz njegovega časa in morda celica (ali podobna), v kateri je umrl. Tukaj je na ogled nekaj originalnih uvodnih pisem in njegova bula za kanonizacijo z dne 9. julija 1234. Na sprednji strani knjižnice je freska Madona z benedikcijskim detetom (neznanega umetnika).
Triladijska renesančna knjižnica, Biblioteca of San Domenico, načrtovana kot bazilika, ki jo je zgradil Gaspare Nadi, sega v leto 1469 in vsebuje veliko dragocenih knjig. Del knjižničnega kompleksa je danes sedež filozofsko-teološke fakultete, ki jo vodijo dominikanci. Drugi del se uporablja kot konferenčna soba z lesenim opaženim stropom. Na njenem koncu visi baročna slika Ekstaza sv. Tomaža Akvinskega Marcantonija Franceschinija.